# Буџин булевар
Буџин булевар је жаргонски назив за пар улица у Зрењанину северно од старог бечкеречког Вашаришта. Данас припада МЗ Центар. Образовано је по основу једне улице кружног саобраћајног тока - „Париске комуне“, на заравни усред мочваре која је настала исушивањем тока Бегеја, званој „Забран“. Модерне спратне куће су овде изграђене шездесетих година XX века. Насеље је добило име по особитој популацији која је насељавала овај крај, породицама утицајних руководилаца социјалистичких „самоуправних“ предузећа, који су били богати и утицајни шездесетих и седамдесетих година прошлог века - Буџе.